# Clarenburg
Clarenburg is een voormalig stadskasteel in Utrecht in de Nederlandse provincie Utrecht.
In het huis, waarvan de kelders teruggaan tot de 12e eeuw, was sinds de 17e eeuw de schuilkerk Maria Minor gevestigd. Het huidige neogotische gebouw stamt grotendeels uit de 19e eeuw.
In de jaren 60 en 70 van de 20e eeuw dreigde de slopershamer voor dit hele gebied. De bouw van Hoog Catharijne was naderende en er was een plan om een hoofdweg hier aan te leggen. Krakers namen in een middeleeuws pand op nummer 2 hun intrek in een poging het tij te keren. Gaandeweg knapten ze het op en kregen de sympathie van gemeente en bevolking. Een deel van de sloopplannen verdween van de baan. Wel werd nog in 1970 in dit straatje een groot middeleeuws pand gesloopt dat ook Clarenburg heette.
Tegenwoordig is er in Achter Clarenburg 6 een horecabedrijf gevestigd. De pastorie van de voormalige schuilkerk is in gebruik als woonhuis.